# Eleutherodactylus juanariveroi
Eleutherodactylus juanariveroi е вид земноводно от семейство Eleutherodactylidae. Видът е критично застрашен от изчезване.

## Разпространение
Разпространен е в Пуерто Рико.